# Шульгин, Александр Васильевич
Алекса́ндр Васи́льевич Шульги́н (род. 29 марта 1951) — советский и российский дипломат. Чрезвычайный и полномочный посол России в Нидерландах и постоянный представитель России при ОЗХО по совместительству с 15 сентября 2015 по 5 декабря 2023 года.

## Биография
Родился в 1951 году.
В 1973 году окончил МГИМО МИД СССР. Владеет французским и английским языками.
На дипломатической службе МИД с 1973 года. Работал на различных дипломатических должностях в центральном аппарате министерства и за рубежом.
- В 1998—2003 годах — генеральный консул Российской Федерации в Марселе и Монако.
- В 2003—2006 годах — заместитель директора Первого европейского департамента МИД России.
- С 21 апреля 2006 по 16 сентября 2009 года — чрезвычайный и полномочный посол Российской Федерации в Сенегале и Гамбии (по совместительству)[1][2].
- С 16 сентября 2009 по 2 октября 2012 года — чрезвычайный и полномочный посол Российской Федерации в Люксембурге[3][4].
- В 2013—2015 годах — директор Первого европейского департамента МИД России.
- С 15 сентября 2015 по 5 декабря 2023 года — чрезвычайный и полномочный посол Российской Федерации в Нидерландах и постоянный представитель Российской Федерации при Организации по запрещению химического оружия по совместительству[5][6].

## Семья
Женат, имеет сына и дочь.

## Награды
- Орден Почёта (8 ноября 2023 года) — за большой вклад в реализацию внешнеполитического курса Российской Федерации и многолетнюю добросовестную службу[7]
- Орден Дружбы (12 февраля 2021 года) — За большой вклад в реализацию внешнеполитического курса Российской Федерации и многолетнюю добросовестную дипломатическую службу[8]
- Медаль ордена «За заслуги перед Отечеством» II степени (28 июня 2016 года) — за большой вклад в реализацию внешнеполитического курса Российской Федерации и многолетнюю добросовестную работу[9]

## Дипломатический ранг
- Чрезвычайный и полномочный посланник 2 класса (30 декабря 1995)[10]
- Чрезвычайный и полномочный посланник 1 класса (29 июля 2002)[11]
- Чрезвычайный и полномочный посол (6 марта 2007)[12]